# 松浦守美
松浦 守美（まつうら もりよし、文政7年3月10日（1824年4月9日） - 明治19年（1886年））は、江戸時代後期から明治時代にかけての浮世絵師。

## 来歴
山下守胤の門人。姓は松浦、名は安平。守美、守義、応真斎守義、応真斎、応真斎国美、国美、国義、応真斎国義と号す。富山に生まれる。父は絵師で、雪玉斎春信と称していた。作画期は嘉永6年（1853年 ）頃から没年にかけてであった。明治19年（1886年）まで富山売薬版画の下絵を描いていた。特に名所絵、福絵、役者絵、広告絵、暦絵、童話絵、歴史絵、年中行事絵のほか、商売繁盛に因む縁起物などの題材の絵を多く描いている。また富山藩第10代藩主の前田利保の絵所預となっており、嘉永6年刊行、利保著の『本草通串証図』の挿絵を始めとして、安政3年（1856年）の序のある『俳諧多磨比路飛』、翌安政4年（1857年）刊行の『麻頭巾集』及び『俳諧画讃百類集』、安政6年（1859年）刊行の『八重すさび』、刊行年未詳の『俳諧四季織』などの挿絵を描き、好評を得ている。
他に、国義の署名のある絵馬「石橋山合戦」を描いており、富山市の稲荷神社に奉納している。明治7年（1874年）には全国を漫遊し、神社仏閣、山水勝地などの写生を行った。明治11年（1878年）9月に明治天皇が北陸巡幸をされた際、船橋及び呉羽山の真景を描いて押絵の額面として献上した。明治19年（1886年）死去、享年63。
門人に息子の五浄がいる。

## 作品
- 「越中富山神通橋之図」大錦3枚続
- 「東海道興津」　大錦　富山県立図書館所蔵
- 「神通川舟橋の図」　大錦　株式会社　源　所蔵
- 「近江八景之内、粟津晴嵐」　大錦　富山市売薬資料館所蔵

## 参考図書
- 富山県の美術と工芸　斎藤吉郎　中田書店、1936年
- 富山市史　富山市史編修委員会編、富山市役所、1960年
- 原色浮世絵大百科事典　第2巻　日本浮世絵協会編、大修館書店、1982年